# 荒漠沧龙属
荒漠沧龙（学名：Eremiasaurus，意为“沙漠蜥蜴”）或译沙漠龙，是海洋爬行动物类群沧龙科的一个属，生存于晚白垩世马斯特里赫特阶的北非。唯一已知物种是异齿荒漠沧龙（E. heterodontus），于2012年根据两件来自摩洛哥奥勒德阿卜杜恩盆地的极为完整的化石所描述。当地已出土大量其它与之近缘的沧龙。荒漠沧龙是种中型沧龙，根据对合模式标本的观测估计其身长5（16英尺）左右。荒漠沧龙颅骨粗壮，并有着极为特化的异型齿。尾椎解释特征表明它是种游速飞快的掠食者。